# El Liberal (Sevilla)
El Liberal fue un diario español editado en Sevilla entre 1901 y 1936. Fundado a comienzos de 1901 como edición de El Liberal de Madrid, posteriormente acabaría adquiriendo carácter propio. Continuaría editándose hasta el comienzo de la Guerra civil. Llegó a ser uno de los diarios más importantes de Andalucía durante el primer tercio del siglo XX.

## Historia
El diario fue fundado el 6 de enero de 1901 por su matriz El Liberal de Madrid, al igual que ocurrió en otros lugares. Nació como «Diario de información general» y su aparición coincidió con la decadencia de la prensa sevillana procedente del siglo XIX, lo que impulsó un incremento en el número de lectores. En la capital hispalense sus principales rivales fueron el ABC, El Noticiero Sevillano y El Correo de Andalucía, mientras que a nivel andaluz su principal competidor fue el diario malagueño La Unión Mercantil. La dura competencia que emprendió El Liberal hizo que muchos de los diarios sevillanos procedentes del siglo XIX acabaran desapareciendo.
Las oficinas del diario, así como la redacción y los talleres de impresión, se encontraban en el n.º 30 de la calle García de Vinuesa. Inicialmente fue propiedad de la Sociedad Editorial de España, y a partir de 1923 pasó a ser controlado por su sucesora, la Sociedad Editora Universal. En poco tiempo El Liberal se convirtió en un claro exponente de lo que se consideró como el nuevo periodismo de la época. Una vez se consolide, el diario superará la tirada diaria de 25.000 o 30.000 ejemplares.
La Segunda República fue una buena época para el diario. El Liberal se convirtió en estos años en el principal diario de la región andaluza, con una tirada diaria de 50.000 ejemplares. Su influencia se extendía por la provincia de Sevilla, la provincia de Huelva y la provincia de Cádiz, principalmente en Arcos y Jerez de la Frontera. Además, su línea editorial se mostró claramente comprometida con el republicanismo y la izquierda liberal. A pesar de ello, hasta 1936 el diario no incluyó en su cabecera el subtítulo Diario Republicano de Sevilla. Esta situación continuó hasta julio de 1936. En esa fecha, tras el estallido de Guerra Civil, su sede e instalaciones son incautadas por las fuerzas sublevadas; desde ellas se editará el falangista diario F.E., a partir de septiembre de 1936. Ello supuso la desaparición de El Liberal.

## Directores
Por la dirección del diario pasaron José Nogales, Alfredo Murga, José Laguillo Bonilla, Diego Martín Núñez. El periodista José Laguillo fue quizás el director más destacado, dado que estuvo al frente de El Liberal durante más de veinte años —entre 1909 y 1936— y sería uno de los artífices del éxito del periódico. Martín Núñez fue el último director y dirigió el diario durante un corto periodo, entre el 11 de abril y el 18 de julio de 1936.